# 薛宗周
薛宗周（？—1649年），字文伯，汾阳人。
早年就讀於三立书院，師從袁继咸，與傅山是同學，袁继咸被誣陷入獄，薛宗周聯合一百多位生員“伏阙讼冤”，袁继咸因得以出獄。明亡後，隱居汾州，與王如金暗中抗清，顺治六年（1649年），大同总兵姜瓖反清投明，太原西山一带组成“交山军”响应，王如金與薛宗周二人亦參與此役，於晋祠堡战役中戰歿。傅山寫道：“余今乃愧二子！余今乃愧二子！”